# Jerzy Wenderlich

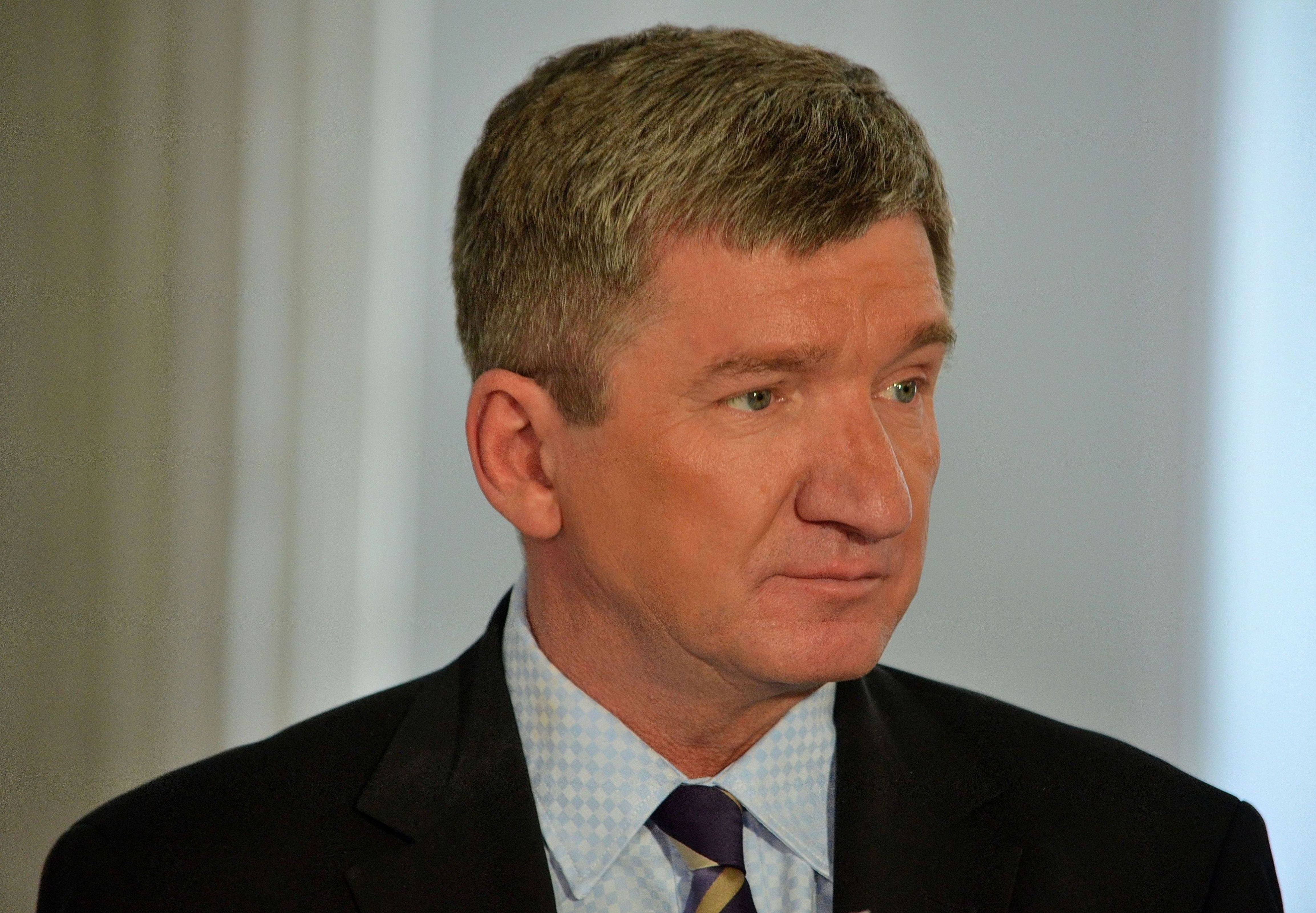
Jerzy Wenderlich (2014)

Jerzy Jan Wenderlich (* 22. April 1954 in Toruń) ist ein polnischer Politiker (SLD). Er war von 1993 bis 2015 Abgeordneter des Sejm in der II., III., IV., V., VI. und VII. Wahlperiode und war von Juli 2010 bis 2015 einer der Vizemarschälle des Sejm.

## Leben und Beruf
Wenderlich schloss ein Musikstudium an der Pädagogischen Fakultät der Kasimir-der-Große-Universität Bydgoszcz ab. An der Universität Warschau absolvierte er den Aufbaustudiengang für Journalistik und Politologie. Er arbeitete als Journalist und war Chefredakteur der Studentenzeitung Meritum. Er leitete auch den Bydgoszczer Teil des Kurier Studencki und war Journalist der Gazeta Pomorska sowie Chefredakteur des Tygodnik Telewizyjny. Wenderlich schrieb das Buch Jak zostać ministrem? (Wie wird man Minister?). 2020 wurde er Mitglied der Krakauer Stadtentwicklungsagentur. Er wurde 2023 an der Jan-Kochanowski-Universität Kielce zum Doktor der Politikwissenschaft promoviert und seit 2024 ist er Dozent an der Akademia Sztuki Wojennej.

## Politik
1980 trat Wenderlich in die Polska Zjednoczona Partia Robotnicza (PZPR) ein. Bei den Parlamentswahlen 1993, 1997, 2001 und 2005 wurde er zum Abgeordneten des Sejm für den Sojusz Lewicy Demokratycznej (SLD) gewählt. 2004 war er zudem kurzzeitig vom Sejm entsandtes Mitglied des Europäischen Parlaments. Bei der Europawahl 2004 kandidierte er hingegen erfolglos, da die SLD im Wahlkreis Kujawien-Pommern kein Mandat erhielt. Er war unter anderem Pressesprecher der Partei.
Bei den Parlamentswahlen 2007 wurde er für den Wahlkreis Thorn mit 11.825 Stimmen zum sechsten Mal Abgeordneter, diesmal über die Liste des Wahlbündnisses Lewica i Demokraci (LiD), an dem sich der SLD beteiligte. Er wurde Stellvertretender Vorsitzender der Sejm Kommission für Kultur. Seit dem 22. April 2008 war er Mitglied der neugegründeten Fraktion Lewica und nach deren Umbenennung 2010 der Fraktion SLD. Nach dem Rücktritt Radosław Sikorskis als Sejmmarschall am 23. Juni 2015 übernahm Wenderlich kommissarisch als ältester Stellvertreter dessen Amt. Am 25. Juni 2015 kandidierte er für den SLD für das Amt des Sejmmarschalls, unterlag aber der Kandidatin der Bürgerplattform Małgorzata Kidawa-Błońska. Im November des Jahres schied er aus dem Sejm aus, weil das Wahlbündnis Zjednoczona Lewica, an dem sich der SLD beteiligt hatte, bei der Parlamentswahl 2015 an der 8-Prozent-Hürde für Wahlbündnisse scheiterte. Anschließend war er von 2016 bis 2019 stellvertretender Parteivorsitzender des SLD, nachdem er in der Stichwahl um den Parteivorsitz mit 305 zu 428 Delegiertenstimmen gegen Włodzimierz Czarzasty unterlegen war.
Bei den Selbstverwaltungswahlen 2018 kandidierte er vergeblich für ein Mandat im Sejmik der Woiwodschaft Kujawien-Pommern. 2019 bewarb er sich erfolglos um einen Sitz im Senat der Republik Polen.

## Ehrungen
- 2005 Gloria-Artis-Medaille für kulturelle Verdienste[16]